# كتالوج الجريمة
كتالوج الجريمة A Catalogue of Crime- كتالوج الجريمة هو كتاب نقد لروايات الجريمة من تأليف جاك بارزون
وويندل هيرتيج تايلور، نُشر لأول مرة في عام 1971. حصل الكتاب على جائزة إدغار الخاصة من كتاب الغموض الأمريكيين في عام 1972. نُشرت طبعة منقحة وموسعة في عام 1989. وتخرج كل من بارزون وتايلور في فصل عام 1924 من مدرسة هاريسبرج التقنية الثانوية

## الغاية مت الكتاب
هذا الكتاب مخصص لقراء روايات الجريمة. من خلال تقديم الحقائق والآراء حول المؤلفين وأعمالهم، بدءًا من "زاديج" لفولتير وحتى أحدث حكاية نُشرت في وقت ذهابنا إلى المطبعة (1988)، فإنها تمكن المتذوق والمبتدئ من العثور على قصص جيدة بثقة أكبر مما يوفره الحظ. للقراءة
"جاك بارزون في مقدمة الطبعة الثانية من كتالوج الجريمة: ix في مقدمة الطبعة الثانية لعام 1989 من كتالوج الجريمة، ينسب جاك بارزون الفضل إلى مساهمات ويندل هيرتيج تايلور، الذي توفي في نوفمبر 1985. "لقد أنتهى، ويسعدني أن أقول، نصف العمل له، ولذلك فهو مؤلف مشارك بالكامل لهذه الطبعة كما في الطبعة الأولى. لو كان على قيد الحياة، لظهرت في وقت أقرب بكثير."

## محتوى الكتاب
يحتوي العمل على 952 صفحة. وهي مقسمة على النحو التالي:
- روايات الكشف والجريمة والغموض والتجسس (الصفحات 1–566) الجزء الأول
- الجزء الثاني قصص قصيرة ومجموعات ومختارات ومجلات ومتنوعات ومسرحيات (الصفحات 569-698)
- الجزء الثالث دراسات وتاريخ النوع وحياة الكتاب وأدب "إدوين درود" (الصفحات 701-754)
- الجزء الرابع الجريمة الحقيقية: المحاكمات وسرد القضايا وعلم الجريمة وعلوم الشرطة والتجسس والتشفير (الصفحات 757-858
- الجزء الخامس أدب شيرلوك هولمز: دراسات وشروح للحكايات والمحاكاة الساخرة الواقعية والمتوعات النقدية (الصفحات 859-874)

## مدخلات
يحتوي الكتاب على إجمالي 5045 مدخلاً، مرتبة في كل باب من أبوابه حسب الترتيب الأبجدي حسب اسم عائلة المؤلف؛ حيث يوجد أكثر من إدخال واحد للمؤلف، كل منها بالترتيب الأبجدي لاسم العمل. بعض الإدخالات قصيرة جدًا (قد يقول المرء مقتضبة)، هناك واحد وخمسون مدخلاً لكاتبة أجاثا كريستي الغزيرة الإنتاج. كتبت كريستي العديد من القصص الغامضة الأخرى، باستخدام عدة محققين مختلفين، لكن بارزون وتايلور اختارا مراجعة هذه القصص فقط. يقول المدخل الأول (رقم 749) لها بعد الجنازة، المنشور عام 1953، في جزء منه: ليست واحدة من أفضل أجاثا. المخطط واضح وعمل بشكل متكرر.
والمدخل الأخير (رقم 799) لها لماذا لم يسألوا إيفانز؟، المنشور عام 1935، يحتوي على ثلاث جمل إحداها:تتمثل الميزة إلى حد كبير في استمرار أجاثا في التشويق بشأن اللغز الصغير للاسم. لإدخالات التسعة والأربعون الأخرى لكريستي مختلطة تمامًا. وهي تتراوح في الثناء (أو عدمه) من: قصة بوارو، ومملة للغاية... (المدخل رقم 768، إعادة هيكوري، ديكوري، الموت، نُشرت عام 1956) الجزء الخامس أدب شيرلوك هولمز... يحتوي على 81 مدخل (الأرقام من 4965 إلى 5045). ومن بينهم، بالطبع، السير آرثر كونان دويل نفسه، مبتكر هولمز ومؤلف قصص هولمز الستين (56 قصة قصيرة وأربع روايات). كما تم تمثيل مجموعة من الكتاب، بعضهم معروف من خلال أعمالهم في مجالات أخرى، والبعض الآخر غير معروف لعامة الناس ولكنهم معترف بهم من قبل العلماء الشيرلوكيين على أنهم قدموا مساهمات ملحوظة في أدب هولمز.
ومن بين هؤلاء إسحاق عظيموف، كاتب الخيال العلمي الشهير؛ رجل الدين الكاثوليكي الروماني رونالد نوكس؛ وكريستوفر مورلي، كاتب منذ فترة طويلة، ومؤلف حوالي 50 عملاً أدبيًا، من أشهرها كيتي فويل وبارناسوس على عجلات؛ وبالطبع جاك بارزون نفسه. وفي الفئة الأخيرة توجد دوروثي سايرز، روائية الجريمة البريطانية (التي تعد قصص اللورد بيتر ويمسي أشهرها)؛ هوارد هايكرافت، مسؤول تنفيذي في مجال النشر في الولايات المتحدة، يُعد كتابه "فن القصة الغامضة" (نُشر عام 1946) دراسة استقصائية معترف بها عن هذا النوع من الغموض؛ وإدغار سميث، المدير التنفيذي لشركة جنرال موتورز والذي كان أحد مؤسسي مجموعة Baker Street Irregulars في الولايات المتحدة، وهي أول مجموعة منظمة في الولايات المتحدة مكرسة لتشكيل مجموعات محلية من عشاق هولمز في جميع أنحاء البلاد (تسمى "جمعيات السليل") لغرض الاجتماع بانتظام للدراسة العلمية لمغامرات هولمز والمشاركة في مثل هذه الأنشطة التي تقوم بها جمعيات السليل الأخرى، في الولايات المتحدة وحول العالم.

## جوائز وتكريمات
كتالوج الجريمة حصل على جائزة إدغار الخاصة في عام 1972 من كتاب الغموض في أمريكا. وحاز الكتاب على إشادة فورية لأقسامه التي تتناول دراسات وتاريخ خيال الجريمة، والجريمة الحقيقية، وشريعة شيرلوك هولمز وقصص ما وراء الطبيعة، ولتجميع الببليوغرافيا المشروحة الأكثر اكتمالًا للغموض والخيال البوليسي المعروفة آنذاك. ولكن بعد نشره وفي السنوات التي تلت ذلك، تعرض كتاب "كتالوج الجريمة" لانتقادات بسبب أخطائه وسهواته. مراجعة روس ماكدونالدز في مايو 1971 لصحيفة نيويورك تايمز كانت بعنوان "دراسة الغموض والخيال البوليسي - ضخمة ومحدودة" ، وعلى الرغم من أن أي عمل ببليوغرافي/نقدي طموح بهذا النطاق لا بد أن يحتوي على أخطاء، إلا أن كتاب كتالوج الجريمة يحتوي على بعض التكريمات الحقيقية". "بعض الإغفالات مذهلة حقًا، وبعض الانتقادات تكاد تكون لطيفة بأسلوبها القديم الذي يلعن الحقائق. إن عمرها يظهر، أكثر من معظمها. ... ومع ذلك، فهو مصدر مهم. ، وإن كانت أكثر إمتاعًا في هذه المرحلة من كونها مفيدة."